# العلاقات الإستونية الدومينيكية
العلاقات الإستونية الدومينيكية هي العلاقات الثنائية التي تجمع بين إستونيا ودومينيكا.

## مقارنة بين البلدين
هذه مقارنة عامة ومرجعية للدولتين:
| وجه المقارنة                                              | إستونيا                                                                             | دومينيكا              |
| --------------------------------------------------------- | ----------------------------------------------------------------------------------- | --------------------- |
| المساحة (كم2)                                             | 45.34 ألف                                                                           | 751                   |
| عدد السكان (نسمة)                                         | 1.32 مليون                                                                          | 73.92 ألف             |
| الكثافة السكانية (ن./كم²)                                 | 29.11                                                                               | 9.84 ألف              |
| العاصمة                                                   | تالين                                                                               | روسو                  |
| اللغة الرسمية                                             | اللغة الإستونية                                                                     | لغة إنجليزية          |
| العملة                                                    | يورو، كرون إستوني، كرون إستوني، المارك الإستوني                                     | دولار شرق الكاريبي    |
| الناتج المحلي الإجمالي (بليون دولار)                      | 25.92 مليار                                                                         | 562.54 مليون          |
| الناتج المحلي الإجمالي (تعادل القوة الشرائية) بليون دولار | 38.11 مليار                                                                         | 789.63 مليون          |
| الناتج المحلي الإجمالي الاسمي للفرد دولار أمريكي          | 17.79 ألف                                                                           | 7.12 ألف              |
| الناتج المحلي الإجمالي للفرد دولار أمريكي                 | 28.14 ألف                                                                           | 10.88 ألف             |
| مؤشر التنمية البشرية                                      | 0.871                                                                               | 0.724                 |
| رمز المكالمات الدولي                                      | +372                                                                                | +1767                 |
| رمز الإنترنت                                              | .ee                                                                                 | .dm                   |
| المنطقة الزمنية                                           | ت ع م+02:00، ت ع م+03:00، توقيت شرق أوروبا، أوروبا/تالين ‏، توقيت شرق أوروبا الصيفي ‏ | 00، توقيت أطلنطي موحد |

## منظمات دولية مشتركة
يشترك البلدان في عضوية مجموعة من المنظمات الدولية، منها:
| علم المنظمة | اسم المنظمة                        | تاريخ انضمام إستونيا | تاريخ انضمام دومينيكا |
| ----------- | ---------------------------------- | -------------------- | --------------------- |
|             | مؤسسة التنمية الدولية              | 11 أكتوبر 2008       | 29 سبتمبر 1980        |
|             | يونسكو                             | 14 أكتوبر 1991       | 9 يناير 1979          |
|             | وكالة ضمان الاستثمار متعدد الأطراف | 24 سبتمبر 1992       | 7 أكتوبر 1991         |
|             | الأمم المتحدة                      | 17 سبتمبر 1991       | 18 ديسمبر 1978        |
|             | الاتحاد البريدي العالمي            | ?                    | ?                     |
|             | البنك الدولي للإنشاء والتعمير      | 23 يونيو 1992        | 29 سبتمبر 1980        |
|             | الاتحاد الدولي للاتصالات           | 19 مايو 1922         | 28 أكتوبر 1996        |
|             | منظمة حظر الأسلحة الكيميائية       | ?                    | ?                     |
|             | مؤسسة التمويل الدولية              | 9 أغسطس 1993         | 29 سبتمبر 1980        |
|             | منظمة التجارة العالمية             | ?                    | ?                     |
|             | منظمة الشرطة الجنائية الدولية      | ?                    | ?                     |

## وصلات خارجية
- موقع وزارة الخارجية الإستونية